# Vorübergehende Verwendung
Die Vorübergehende Verwendung ist ein Zollverfahren mit wirtschaftlicher Bedeutung. Es kann für Nicht-Unionswaren verwendet werden, die nur eine bestimmte Zeit im Zollgebiet der Union verbleiben sollen und dabei die Interessen der EU-ansässigen Wirtschaft nicht beeinträchtigen. Zweck des Verfahrens ist die Verringerung bzw. der Wegfall von Abgabenzahlungen, die sonst bei der regulären Überführung in den zollrechtlich freien Verkehr (umgangssprachlich: Verzollung) entstünden.

## Allgemeines
Die Durchführung des Verfahrens ist von einer Bewilligung abhängig, die vorab eingeholt werden muss (Normalverfahren), in den meisten Fällen aber auch im Rahmen der Zollanmeldung bei der Einfuhr beantragt werden kann (vereinfachtes Verfahren). Die bequemste Variante hierbei ist die Vorlage eines Carnet ATA.
Die Zollbehörde prüft, ob
- sich die Ware nach der Verwendung in unverändertem Zustand wieder ausführen lässt,
- der zusätzliche Verwaltungsaufwand gegenüber der Verzollung gerechtfertigt ist,
- der Anmelder die Waren selbst benutzt oder benutzen lässt,
- die Nämlichkeit der Ware jederzeit festgestellt werden kann,
- Wirtschaftsinteressen der Gemeinschaft nicht beeinträchtigt sind und
- die Hinterlegung einer Sicherheit verlangt werden muss.

Nach der Überlassung zum Verfahren kann die Ware dann in der Gemeinschaft bestimmungsgemäß verwendet werden. Sie befindet sich dabei unter zollamtlicher Überwachung, bis das Verfahren – meist durch Wiederausfuhr, aber auch Überführung in den freien Verkehr – wieder beendet wurde.

## Waren
Beispiele:

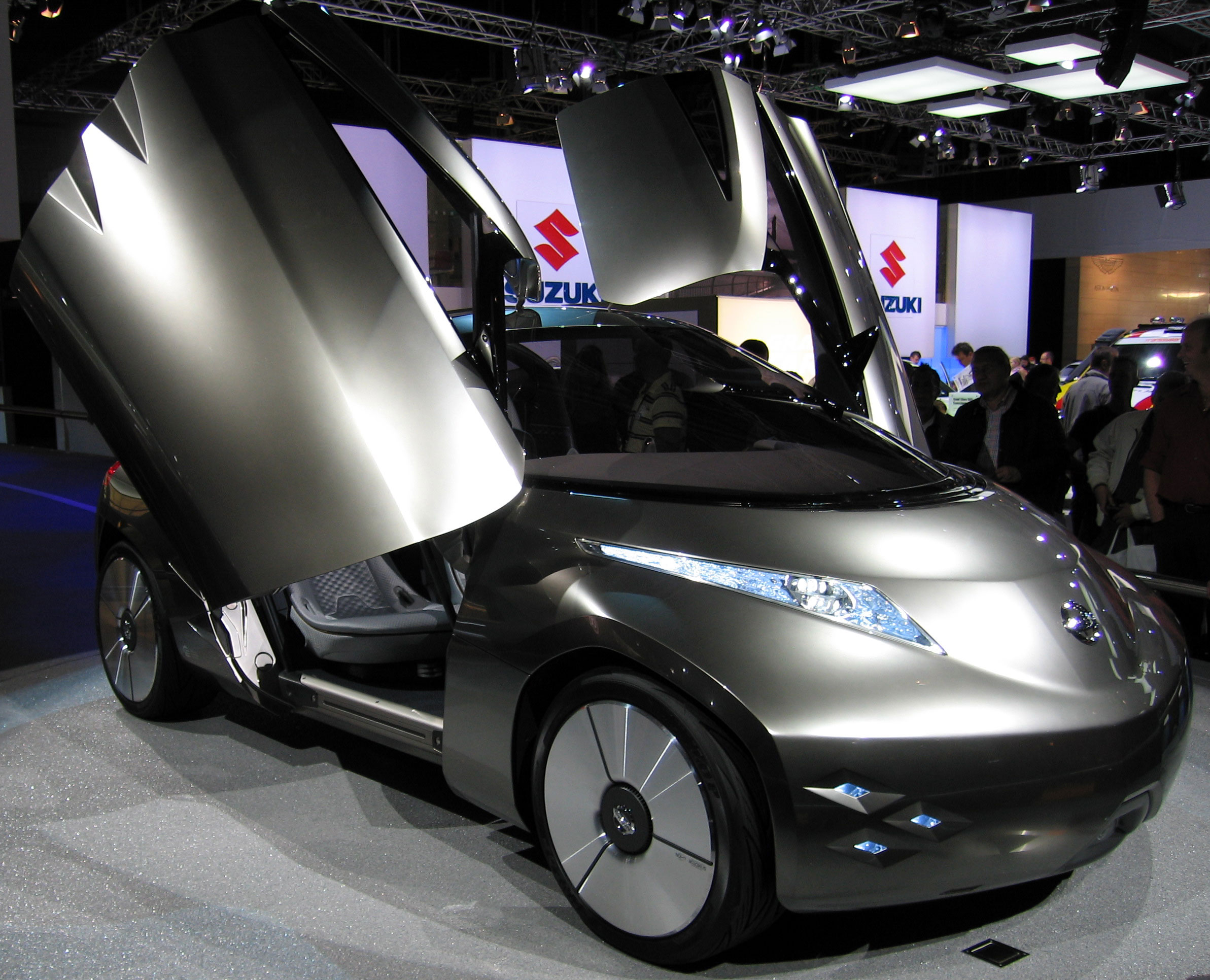
Hochwertige Ausstellungsgüter aus Drittländern werden meist in Vorübergehender Verwendung in die EU eingeführt

- Fahrzeuge, Paletten und Behälter im grenzüberschreitenden Verkehr
- Berufsausrüstung und Sportgeräte
- Test- und Erprobungswaren
- Ausstellungsgut (für öffentlich zugänglichen Messen usw., jedoch keine sogenannten Verkaufsmessen)

## Einfuhrabgabenbefreiung und Ausgleichszinsen
Regelfall ist die vollständige Befreiung von den Einfuhrabgaben. Für bestimmte, produktiv eingesetzte Waren wie Baumaschinen wird nur eine teilweise Einfuhrabgabenbefreiung gewährt, es müssen also Abgaben in verringerter Höhe abhängig von der Dauer der Verwendung gezahlt werden.
Wird die Ware nach der vorübergehenden Verwendung in den freien Verkehr überführt, fallen Ausgleichszinsen an, die den Vorteil aus der späteren Zollschuldentstehung (gegenüber einer Verzollung  gleich bei der Einfuhr) kompensieren sollen.

## Die Vorübergehende Verwendung in der Schweiz
Als vergleichbares Verfahren kann das ZAVV-Verfahren (Vorübergehende Einfuhr/Verfahren der vorübergehenden Verwendung) der Eidgenössischen Zollverwaltung betrachtet werden.